# Sipyloidea supervacanea
Sipyloidea supervacanea är en insektsart som beskrevs av Ludwig Redtenbacher 1908. Sipyloidea supervacanea ingår i släktet Sipyloidea och familjen Diapheromeridae. Inga underarter finns listade i Catalogue of Life.